# Pliometanastes
Pliometanastes es un género extinto de perezoso terrestre.Era endémico de América del Norte,  donde vivió desde el Mioceno al Plioceno. Sus fósiles se han encontrado en todo el sur de Estados Unidos, de California a Florida.
Pliometanastes y Thinobadistes fueron los primeros osos perezosos gigantes en aparecer en Norteamérica. Ambos ya estaban presentes en Norteamérica antes de la formación del Istmo de Panamá hace unos 2,5 millones años. Es razonable pensar que los antepasados de Pliometanastes vinieron de América del Sur, donde seoriginaron los perezosos terrestres, a través del Mar Centroamericano "saltando" de isla en isla.
Pliometanastes dio lugar a Megalonyx. Sus parientes más cercanos son los perezosos arbóreos de dos dedos (Choloepus).

## Taxonomía
Pliometanastes fue nombrado por Hirschfeld y Webb (1968). Su especie tipo es  Pliometanastes protistus. Fue asignado a Megalonychidae por Hirschfeld y Webb (1968),  y Carroll (1988).

## Distribución fósil
Sitios y edades de especímenes (lista incompleta):
- Yacimiento Withlacoochee River 4A, Condado de Marion (Florida) ~10.3-4.9 Mya.
- Yacimiento Haile  V/XIXA, Condado de Alachua (Florida) ~10.3-4.9 Mya.
- Box T, Condado de Lipscomb(Texas) ~23-5.3 Mya.
- Klipstein Ranch site 3, Condado de Kern (California) ~23-5.3 Mya.